# Verwaltungsgemeinschaft Brannenburg
Die Verwaltungsgemeinschaft Brannenburg im oberbayerischen Landkreis Rosenheim wurde im Zuge der Gemeindegebietsreform am 1. Mai 1978 gegründet und zum 1. Januar 1980 bereits wieder aufgelöst.
Ihr gehörten die Gemeinden Brannenburg und Flintsbach a.Inn an. Beide Kommunen erhielten ab 1980 als Einheitsgemeinden wieder eigene Verwaltungen.
Sitz der Verwaltungsgemeinschaft war Brannenburg.